# Kupeć Dol
 Kupeć Dol  falu Horvátországban Zágráb megyében. Közigazgatásilag Jasztrebarszkához tartozik.

## Fekvése
Zágrábtól 30 km-re délnyugatra, községközpontjától 7 km-re északnyugatra a Plešivica-hegység déli lejtőin fekszik.

## Története
A falunak 1857-ben 203, 1910-ben 223 lakosa volt. Trianon előtt Zágráb vármegye Jaskai járásához tartozott. 2001-ben 110 lakosa volt. 

## Lakosság
| Lakosság változása | Lakosság változása | Lakosság változása | Lakosság változása | Lakosság változása | Lakosság változása | Lakosság változása | Lakosság változása | Lakosság változása | Lakosság változása | Lakosság változása | Lakosság változása | Lakosság változása | Lakosság változása | Lakosság változása |
| ------------------ | ------------------ | ------------------ | ------------------ | ------------------ | ------------------ | ------------------ | ------------------ | ------------------ | ------------------ | ------------------ | ------------------ | ------------------ | ------------------ | ------------------ |
| 1857               | 1869               | 1880               | 1890               | 1900               | 1910               | 1921               | 1931               | 1948               | 1953               | 1961               | 1971               | 1981               | 1991               | 2001               |
| 203                | 213                | 205                | 235                | 227                | 223                | 215                | 204                | 196                | 209                | 190                | 188                | 147                | 146                | 110                |

## Nevezetességei
Jézus szíve tiszteletére szentelt kápolnája.

## Külső hivatkozások
Jasztrebaszka város hivatalos oldala